# Haanden, der griber
Haanden, der griber er en dansk stumfilm fra 1913 med ukendt instruktør.

## Handling
Denne artikel mangler et handlingsreferat. Hjælp os med at skrive det.

## Medvirkende
- Valdemar Møller - Lorden af Clewe, kleptoman
- Gudrun Houlberg - Lissie, bankier Sterns datter
- Rasmus Ottesen - Detektiv
- Richard Jensen - En ung løjtnant
- Gunnar Helsengreen - Ågerkarl
- Peter S. Andersen - Bankier Stern
- Georg Berthelsen - Oberst, forlover
- Christian Borgen - Militærperson